# واين فلاينت
واين فلاينت (بالإنجليزية: Wayne Flynt)‏ هو بروفيسور ومؤرخ أمريكي، ولد في 4 أكتوبر 1940 في بونتوتوك في الولايات المتحدة.